# Tim Shaw
Timothy A. "Tim" Shaw (* 8. November 1957 in Long Beach, Kalifornien) ist ein ehemaliger US-amerikanischer Schwimmer und Wasserballspieler.
Im Jahr 1974 hielt er die Weltrekorde über 200 m, 400 m und 1500 m Freistil. Bei den Weltmeisterschaften 1975 wurde er sowohl Weltmeister über 200 m, 400 m, 1500 m als auch mit der 4 × 200-m-Freistilstaffel der USA. Bei den Olympischen Spielen 1976 in Montreal gewann er über 400 m Freistil die Silbermedaille. Ein Jahr später trat er vom Schwimmsport zurück, um als Wasserballspieler seine Karriere fortzusetzen. Bei den Olympischen Spielen 1984 in Los Angeles gewann er wiederum die Silbermedaille, diesmal mit der US-amerikanischen Wasserballmannschaft und gehört damit zu den wenigen Sportlern, die in zwei Sportarten olympische Medaillen gewannen.
Im Jahr 1989 wurde er in die Ruhmeshalle des internationalen Schwimmsports aufgenommen.